# Свети Георги (Златолист)
Вижте пояснителната страница за други значения на Свети Георги.
„Свети Георги“ е българска възрожденска църква в светиврачкото село Златолист (Долна Сушица), България, обявена за паметник на културата.

## Архитектура
Храмът е гробищна църква, разположена на километър северозападно от селото. Построен е в 1857 година според релефен надпис и кръст на източната фасада и представлява едноапсидна трикорабна каменна псевдобазилика, дълбоко вкопана в земята. Апсидата е малка, на запад има притвор и женска църква. Покривът е двускатен с керемиди. Над централния кораб има поставен по-късно осмостенен купол. На северната страна има открит трем. В югозападния ъгъл има дървена камбанария.

## Интериор и история
Корабите в интериора са разделени от два реда по седем дървени колони. Стълбовете и капителите им са измазани и изписани, а полукръглите арки, които ги свързват също са изписани. Таваните са дъсчени, а подът е от каменни плочи.
Храмът – и наоса, и притвора, е изписан през 1876 година от Теофил Минов от неврокопското село Каракьой. Тъй като по това време Теофил е на 11 години, съществуват предположения, че автор е по-големият му брат Марко Минов, докато не се изключва възможността Теофил да участва в изписването. Също така има хипотези, че в изписването взима и участие и зографът Милош Яковлев. Интересни изображения са „Св. св. Кирил и Методий“ с текст, обясняващ, че са български просветители, родени в Солун от български родители, „Свети Харалампий побеждава чумата“, „Свети Христофор“, „Свети Трифон с косер“, „Отиване при врачката за лек“, „Жени, които се червисват, подпомагани от дяволи“, „Смъртта покосява мъж“. Стенописи има и в купола, на лицевата страна на балкона и в апсидата. Амвонът също е изписан.
Иконостасът е таблен и също е изцяло изписан, като има частична плитка резба върху венчилката и царските двери. Композицията му е оригинална – цокълни табла с рисувани букети във вази, царски икони, кръжила с изписани рози, празнични икони и три табли с рисувани букети, медальони с кръстове, серафими и малка резбована венчилка. Царските икони са на анонимен зограф от XIX век, като изпълнението им е много добро. По-късно са надживописани. Иконата „Успение Богородично“ вероятно е светогорска. В реда на празничните икони „Исус на архиерейски трон“, „Света Богородица“, „Свети Георги“, „Свети Никола“ и някои други са от XVIII век. В самия олтар има дървена дарохранителница, дело на дебърски майстор.
Под купола, се намира мраморна плоча с двуглав орел – емблема на Цариградската патриаршия. 
В църквата в началото на XX век е живяла пророчицата Преподобна Стойна, почитана като пророчица и лечителка.
През 90-те години на XX век храмът е реставриран, а около него е оформен манастирски комплекс.
Интересни сведения за храма оставя Атанас Шопов, който през 1893 година пише:
| „ | Не след дълго стигнахми до селото Сушица, край което в един лес дремеше една доста голямишка църквица, закопана, по примера на средновековните свити подвижници, до половина в земята. Тая църква е забележителна по това, че е направена от един разбойник, който бил преминал целия свой век в разбойничество, а на старост се покаял и, за опрощение греховете си, направил тая църква. | “ |

## Суеверия
Голяма част от поклонниците се редят в центъра храма, за да стъпят боси върху основната мраморна плоча с двуглавия орел – символ на Цариградската патриаршия. Според поверието, който стъпи и се помоли, ще се излекува от болести. Вярва се, че трябва да стъпи на камъка и да се вгледа в иконата на Иисус Христос за около трийсет секунди и ако очите на Божия син се отворят, значи душата на този човек е пречистена.

## Галерия
- Стенописи от храма
- Свети Харалампий, Свети Христофор, Свети Стилиян
- Сънят в Гетсиманската градина и Предателството на Юда